# Floridasierschildpad
De floridasierschildpad (Pseudemys floridana) is een schildpad uit de familie moerasschildpadden (Emydidae). Het werd voorheen als een ondersoort van de hiëroglyfensierschildpad gerekend.
De soort werd voor het eerst wetenschappelijk beschreven door John Lawrence LeConte in 1830. Oorspronkelijk werd de wetenschappelijke naam Testudo Floridana gebruikt. De floridasierschildpad werd lange tijd als ondersoort van de hiëroglyfensierschildpad (Pseudemys concinna) beschouwd en later als een aparte soort erkend.
De floridasierschildpad komt endemisch voor in de Verenigde Staten en komt in een groot aantal staten voor. De habitat bestaat uit langzaam stromende wateren.